# Pantymwyn
Pantymwyn är en by i Flintshire i Wales. Byn är belägen 188,5 km 
från Cardiff. Orten har 830 invånare (2016).